# Seseli degenii
Seseli degenii är en flockblommig växtart som beskrevs av Ivan Kiroff Urumoff. Seseli degenii ingår i släktet säfferötter, och familjen flockblommiga växter. Inga underarter finns listade i Catalogue of Life.